# بلومینگدل (جورجیا)
بلومینگدل، جورجیا (به انگلیسی: Bloomingdale, Georgia) یک شهر در ایالات متحده آمریکا با جمعیت ۲٬۷۱۳ نفر است که در جورجیا واقع شده‌است.

## موقعیت جغرافیایی
موقعیت جغرافیایی شهرها و مناطق اطراف به شرح زیر است: